# Liste der Monuments historiques in Soulac-sur-Mer
Die Liste der Monuments historiques in Soulac-sur-Mer führt die Monuments historiques in der französischen Gemeinde Soulac-sur-Mer auf.

## Liste der Bauwerke
| Bezeichnung                            | Beschreibung              | Standort | Kennzeichnung | Schutzstatus | Datum | Bild |
| -------------------------------------- | ------------------------- | -------- | ------------- | ------------ | ----- | ---- |
| Kirche Notre-Dame-de-la-fin-des-Terres | Erbaut im 14. Jahrhundert | (Lage)   | PA00083841    | Classé       | 1891  |      |

## Liste der Objekte
| Bezeichnung | Beschreibung               | Standort                                             | Kennzeichnung | Schutzstatus | Datum | Bild |
| ----------- | -------------------------- | ---------------------------------------------------- | ------------- | ------------ | ----- | ---- |
| Altar       | Holz, bemalt und vergoldet | in der Kirche Notre-Dame-de-la-fin-des-Terres (Lage) | PM33001857    | Inscrit      | 2000  |      |
| Kapitell    | Stein, gallo-römisch       | im Pfarrhaus                                         | PM33000796    | Classé       | 1965  |      |